# Venetian Islands
Die Venetian Islands sind eine Kette ab 1920 aufgeschütteter künstlicher Inseln in der Biscayne Bay in Florida und gehören zu den Gemeinden Miami und Miami Beach. Ursprünglich befand sich in der Gegend der Inseln eine 1913 von John S. Collins gebaute Brücke. Die Namen der Inseln lauten (von West nach Ost, die zugehörige Gemeinde in Klammern):
- Biscayne Island (Miami)
- San Marco Island (Miami)
- San Marino Island (Miami Beach)
- Di Lido Island (Miami Beach)
- Rivo Alto Island (Miami Beach)
- Belle Isle (Miami Beach)
- Flagler Monument Island (Miami Beach)

Überreste einer unvollendeten künstlichen Insel finden sich in der zentralen Biscayne Bay zwischen Di Lido Island und dem Julia Tuttle Causeway. Die Insel sollte den Namen Isola di Lolando erhalten. Die gescheiterte Vollendung des Eilands markiert das Ende des Florida-Landboom der 1920er Jahre. Die Shoreland Company ging 1927 bankrott wegen Widerstands gegen die „weitere Verschandelung der Wasserstraße“ und Auswirkungen des Great Miami Hurricane 1926.
Die Inseln sind (bis auf das unbewohnte Flagler Monument Island) durch Brücken untereinander sowie mit dem Festland Floridas und der Hauptinsel von Miami Beach verbunden. Der Venetian Causeway folgt den Brücken und Inseln und ist eine populäre Strecke für Jogging, Radfahren und zum Flanieren. Da Autos eine Mautgebühr bezahlen müssen, ist die Straße deutlich weniger befahren als die anderen Brücken. Die Inseln sind bewohnt und bilden Vororte, in direkter Erreichbarkeit von South Beach und Miamis Adrienne Arsht Center for the Performing Arts.